# 刘民生

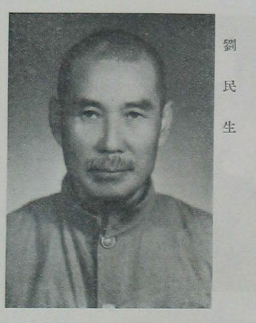

刘民生（1888年—1978年），山东沂水人，中华人民共和国政治人物。
担任山东省政府副主席。1954年，当选第一届全国人民代表大会代表。1954年9月，他出席第一届全国人大第一次会议讨论宪法草案，期间并发言。